# Ludwikowo (Kolno)
Ludwikowo (deutsch Ludwigshof) war ein Ort in der polnischen Woiwodschaft Ermland-Masuren. Seine Ortsstelle liegt im Gebiet der Gmina Kolno (Landgemeinde Groß Köllen) im Powiat Olsztyński (Kreis Allenstein).

## Geographische Lage
Die Ortsstelle Ludwikowos liegt in der nördlichen Mitte der Woiwodschaft Ermland-Masuren, 17 Kilometer südwestlich der einstigen Kreisstadt Rößel (polnisch Reszel) bzw. 37 Kilometer nordöstlich der heutigen Kreismetropole und auch Woiwodschaftshauptstadt Olsztyn (deutsch Allenstein).

## Geschichte
Ludwigshof – genannt vor 1865 Krausen B, nach 1865 auch Kickhof – war ein Vorwerk zum Gut Krausen im ostpreußischen Kreis Rößel. Am 16. Dezember 1865 war in der offiziellen Amtsblatt-Veröffentlichung zu lesen: Dem auf der Feldmark Krausen B, Kreis Rössel, befindlichen, dem Besitzer Ludwig Graw zugehörigen Abbau ist der Name Ludwigshoff beigelegt worden, ohne daß dadurch in den Communal-, Polizei- und sonstigen Verhältnissen etwas geändert wird.
Im Jahre 1885 zählte Ludwigshof 28 Einwohner, im Jahre 1905 waren es noch 19. Als 1928 der Gutsbezirk Krausen mit der Landgemeinde Krausen zur neuen Landgemeinde Krausen vereinigt wurde, wurde auch Ludwigshof ein Wohnplatz eben dieser neu formierten Gemeinde.
Das gesamte südliche Ostpreußen wurde 1945 in Kriegsfolge an Polen abgetreten. In diesem Zusammenhang bekam Ludwigshof die polnische Namensform „Ludwikowo“. Bereits in den ersten Nachkriegsjahren verliert sich die Spur seines Namens bis zur Unkenntlichkeit. Heute wird der Name nicht mehr genannt. Der Ort gilt als in der Ortschaft Kruzy (Krausen) aufgegangen. Seine Ortsstelle liegt im Bereich der heutigen Landgemeinde Kolno (Groß Köllen) im Powiat Olsztyński (Kreis Allenstein) in der Woiwodschaft Ermland-Masuren.

## Kirche
Ludwigshof war bis 1945 in die evangelische Kirche Bischofsburg  (polnisch Biskupiec) in der Kirchenprovinz Ostpreußen der Kirche der Altpreußischen Union, außerdem in die römisch-katholische Kirche Groß Köllen (polnisch Kolno) im damaligen Bistum Ermland eingepfarrt.

## Verkehr
Von Kruzy aus führt ein Verbindungsweg zur Ortsstelle von Ludwikowo.